# Dulovo
Dulovo (en búlgaro: Дулово) es una ciudad de Bulgaria, capital del municipio homónimo en la provincia de Silistra.

## Geografía
Se encuentra a una altitud de 229 m s. n. m. a 398 km de la capital nacional, Sofía.

## Demografía
Según estimación 2012 contaba con una población de 6 822 habitantes.
|         | 2004  | 2005  | 2006  | 2007  | 2008   | 2009  | 2010  | 2011  |
| Mujeres | 3 492 | 3 476 | 3 456 | 3 442 | 3 421  | 3 405 | 3 395 | 3 273 |
| Varones | 3 363 | 3 324 | 3 310 | 3 275 | 3 2321 | 3 216 | 3 173 | 3 255 |
| Total   | 6 855 | 6 800 | 6 766 | 6 717 | 6 652  | 6 621 | 6 568 | 6528  |